# Accord
|  | Per a altres significats, vegeu «Honda Accord». |

Accord és una concentració de població designada pel cens del Comtat d'Ulster a l'Estat de Nova York dels Estats Units d'Amèrica

## Demografia
Segons el cens dels Estats Units del 2000 Accord tenia 622 habitants, 226 habitatges, i 157 famílies. La densitat de població era de 70,8 habitants per km².
Dels 226 habitatges en un 40,3% hi vivien nens de menys de 18 anys, en un 49,6% hi vivien parelles casades, en un 14,6% dones solteres, i en un 30,1% no eren unitats familiars. En el 23,9% dels habitatges hi vivien persones soles el 8,8% de les quals corresponia a persones de 65 anys o més que vivien soles. El nombre mitjà de persones vivint en cada habitatge era de 2,73 i el nombre mitjà de persones que vivien en cada família era de 3,23.
Per edats la població es repartia de la següent manera: un 30,1% tenia menys de 18 anys, un 7,7% entre 18 i 24, un 30,4% entre 25 i 44, un 22,8% de 45 a 60 i un 9% 65 anys o més.
L'edat mediana era de 34 anys. Per cada 100 dones de 18 o més anys hi havia 87,5 homes.
La renda mediana per habitatge era de 52.083 $ i la renda mediana per família de 48.542 $. Els homes tenien una renda mediana de 25.368 $ mentre que les dones 35.455 $. La renda per capita de la població era de 26.672 $. Entorn del 5,5% de les famílies i el 4,1% de la població estaven per davall del llindar de pobresa.

## Poblacions properes
El següent diagrama mostra les poblacions més properes.